# Скворцы Степанова
«Скворцы Степанова» — российская панк-рок группа, образованная в 2008 году в Санкт-Петербурге. Определяют своё творчество как «дзен-панк».

## Название
По поводу происхождения названия коллектива существует немало различных версий, среди которых самой популярной является ассоциация с одноимённой клиникой в городе Санкт-Петербурге, названной в честь советского государственного и партийного деятеля Ивана Ивановича Скворцова-Степанова и специализирующейся на лечении психических расстройств.

## История

###### 2008
Группа впервые заявила о себе 1 июня 2008 года, выступив на отборочных этапа петербургского рок-фестиваля «Окна открой!» и сразу получила право выступить на главной сцене фестиваля. Первый квадросингл «Бананы» группа записала тем же летом. 5 сентября отметили «нулевой» день рождения в петербургском клубе «Манхеттен». 

###### 2009
В январе 2009 года состоялась презентация квадро-сингла «Бананы». В феврале «Скворцы Степанова» выступили в Москве в рамках проекта «Рокгерой». В марте начали прохождение многочисленных этапов международного фестиваля «Emergenza», заняли первое место в Санкт-Петербурге, добравшись до общероссийского финала. В мае «Бананы» взяли главный приз в номинации «Релиз месяца» от виртуального клуба «НашРок». На фестивале «Окна открой!» в 2009 году «Скворцы Степанова» выступили совместно со скрипачом группы «Король и Шут».
В июле приняли участие в международном фестивале «Narva bike fest» в городе Нарва (Эстония); по итогам конкурса «Real Time Music», организованного журналом «Петербургский музыкант», песня «Дэвид Блэйн» заняла второе место. В начале августа продолжили свои зарубежные гастроли в Польше, на фестивале «Węgorapa». В сентябре группа выступила на большой сцене СКК «Петербургский» вместе с группами «Пилот» и «Разные люди» в рамках 3-го ежегодного фестиваля «Мир без наркотиков».
16 октября 2009 года группа презентовала первый полноценный альбом под названием «Обнимемся?!». 26 ноября состоялась презентация сингла «Колбаса». 

###### 2010
Весной 2010 года группа прошла в российский финал фестиваля «Emergenza», а летом, заняв первое место в российском финале, «Скворцы Степанова» отправились в Германию защищать честь России на международном финале. 26 ноября 2010 года состоялась презентация второго альбома группы под названием «Laaperwood»

###### 2011
В течение 2011 года группа работала над созданием и репетициями мюзикла «История Петра Петрищева и Антиматерии». 27 ноября 2011 года в петербургском концертном клубе «Зал ожидания» состоялась его презентация.

###### 2012
В марте 2012 года «Скворцы» приняли участие в трибьюте группы «Н.О.М.», сделав кавер-версию песни «Автомир». 12 июня 2012 года «Скворцы Степанова» выступили на главной площади города Гданьска (Польша) перед матчем Россия — Польша чемпионата Европы по футболу 2012.

###### 2013
31 марта 2013 года команда выпустила альбом «Год оленя».

###### 2020
1 января - полный ребрендинг группы.
31 января - вышел альбом "Погугли"
6 марта - презентация альбома "Погугли" в клубе "ZAL"

###### 2021
1 января группа провела масштабное онлайн шоу "Новый Год со Старыми Друзьями"
21 февраля состоялся "Ретро концерт" где были исполнены песни десятилетней давности. "Билли", "Бананы", "Работа", "Дэвид Блэйн", "Свободная касса" и другие.
1 марта состоялась премьера клипа Гули Едут на Танцули

## Состав
- Григорий Зобенко — гитара, вокал, автор текстов.
- Алексей Мурашов — бас-гитара, вокал. По совместительству является главным организатором международного фестиваля живой музыки «Revolution». Участвовал во многих музыкальных проектах, самый известный из которых — группа «Август».
- Александр Колчин — барабаны, бэк-вокал.

Бывшие участники
- Михаил Поздеев — барабаны, вокал. Начинал свою карьеру в дзержинской группе «Мата Хари», в 2004 году переехал в Санкт-Петербург. Играл в проектах «24 часа», «Живая рыба», «Новая весна», «Ниже нуля», «The OZ», «Красная плесень», «Кирилл Комаров и друзья». Принимал участие в записи альбомов групп «НедРа» (Москва), «5 регион» (Дрезден).
- Григорий Волобуев — барабаны, бэк-вокал.
- Роман Худов — барабаны.
- Ефим Шлыков — тромбон, бэк-вокал.

## Дискография

### Альбомы
- 2009 — «Обнимемся?!»
- 2010 — «Laaperwood»
- 2013 — «Год Оленя»
- 2014 — «Сочень 2014»
- 2015 — «Встали!»
- 2017 — «Рафинад»
- 2020 — «Погугли»
- 2022 — «Уиииии!»
- 2023 — «Всё хорошо!»

### Синглы и EP
- 2008 — «Бананы» (квадро-сингл)
- 2009 — «Колбаса» (EP)
- 2016 — «Хурма» (EP, studio live)
- 2019 — «Голубь Глеб»
- 2019 — «Лёха»
- 2019 — «Молодец»
- 2019 — «Чили пили»
- 2019 — «Школьная»
- 2019 — «Дрон»
- 2021 — «Гули едут на танцули»
- 2023  — «Петельман» (feat. «Znaki»)
- 2023 — «Саня» (feat. «Бригадный подряд»)
- 2023 — «Наташа мама Маши» (feat. Евгений Маргулис)
- 2023 — «Всё хорошо!» (feat. Площадь Восстания)
- 2023 — «Парень неплохой» (feat. ДМЦ)
- 2023 — «Фрисби» (feat. ГУДТАЙМС)
- 2023 — «Микеланджело» (feat. Александр Ильин гр. План Ломоносова и Артём Шепило группа Gonzo Fellas)
- 2024 — «Море волнуется»
- 2025 — «Капибара»
- 2025 — «Звёздная жизнь»

### DVD
- 2009 — «Live in A2»
- 2011 — «Live in Zal Ozhidaniya»

### Мюзикл
- 2011 — «История Петра Петрищева и Антиматерии»

## Видеография
- 2013 — «Послезавтрамэн»
- 2017 — «Mustaherukkahillo»
- 2018 — «Голубь Глеб»
- 2019 — «Лёха»
- 2019 — «Чили пили»
- 2019 — «Молодец»
- 2019 — «Дрон»
- 2019 — «Праздник»
- 2020 — «Школьная»
- 2021 — «Гули едут на танцули»
- 2021 — Сериал «Сан Хуа Танцула» - Первая серия
- 2021 — Сериал «Сан Хуа Танцула» - Вторая серия -Хули-фитнес и рандеву на опушке
- 2021 — Сериал «Сан Хуа Танцула» - Третяя серия -Семечкин картель